# Henri Cihoski
Henri Cihoski -ortografiat uneori și Cihoschi (n. 2 octombrie 1872, Tecuci - d. 18 mai 1950, Închisoarea Sighet) a fost unul dintre generalii Armatei României din Primul Război Mondial. După război a avut și o carieră politică.
A îndeplinit funcția de comandant de divizie de infanterie în campaniile anilor 1916-1918.
A fost decorat cu Ordinul „Mihai Viteazul”, clasa III, pentru modul cum a condus Divizia 10 Infanterie în Bătălia de la Mărășești.
„Pentru vitejia și destoinicia cu care a condus operațiile Diviziei în bătălia de la Mărășești, din august 1917, pe frontul Irești-râul Siret, unde a făcut față rezistând presiunei mai multor divizii germane.”
Înalt Decret no. 1137 din 3 octombrie 1917:p. 100
A semnat contractul celebrei afaceri "Skoda" prin care a fost prejudiciat financiar statul român iar armata română a primit, in anii '20, armament de proastă calitate la prețuri umflate.

## Biografie

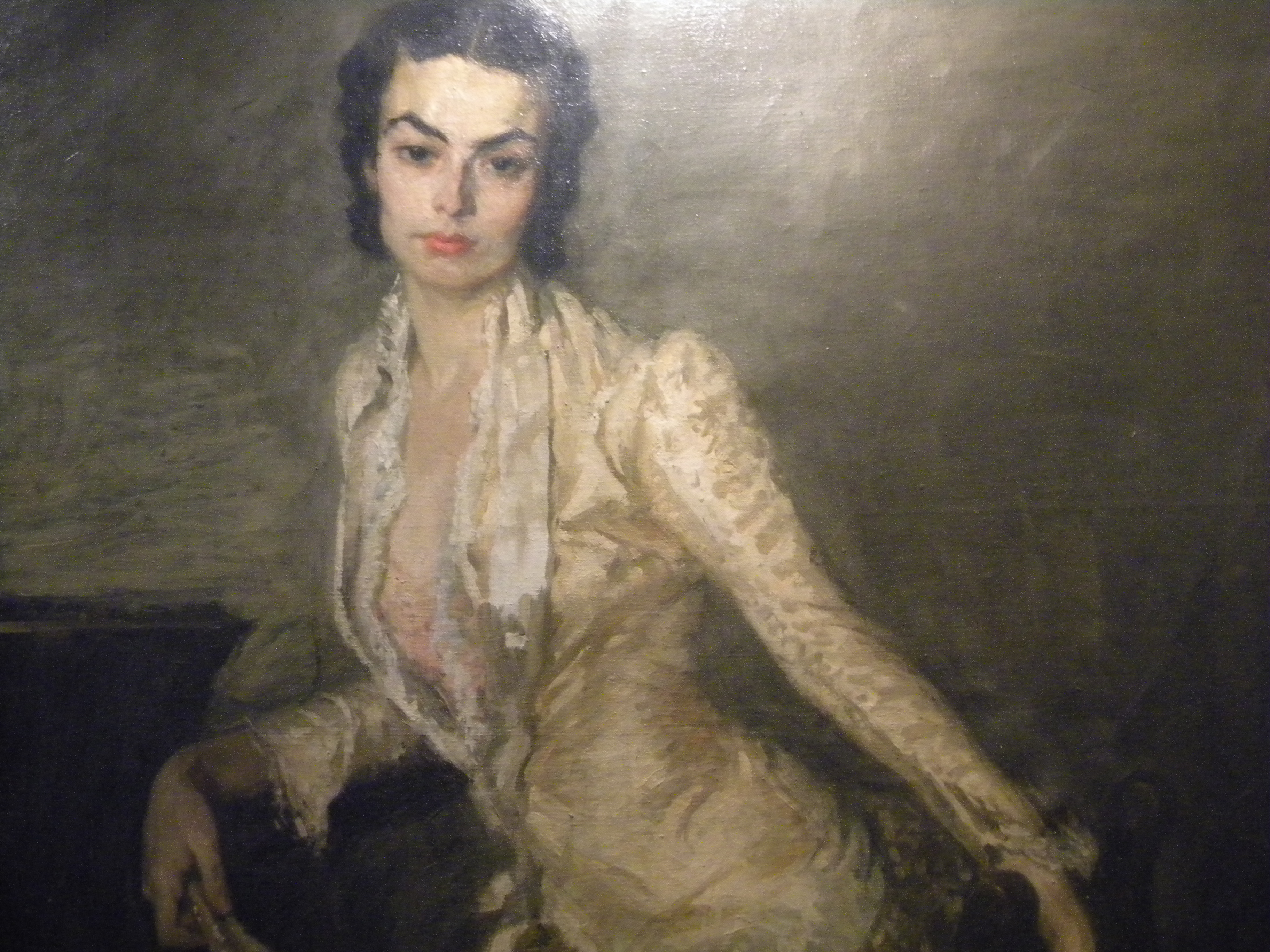
Henriette Cihoschi-Veron

Henri Cihoski s-a născut la Tecuci, într-o familie de origine poloneză. Părinții săi au fost inginerul Alexandru Cihoski și Eugenie născută Dobjansky. Henri a fost al treilea copil, familia mai având alți 5 copii: Stanislas, Alexandru, Constantin-Valentin, Cornelia și Alina. Împreună cu fratele său (generalul de cavalerie Alexandru Cihoski) au urmat cariera militară. Un alt frate Stanislas Cihoski a fost profesor si rector al Academiei Comerciale , in perioada interbelică.
S-a căsătorit cu Sophie Ferhat, fiica unei familii înstărite de origine armeană, din Focșani. Împreună au avut o fiică, sculptorița Henriette Cihoschi (1911-1999), căsătorită cu Stefan Véron , care a studiat la Școala de Belle Arte din Paris, în atelierul unui sculptor celebru în epocă, Henri Bouchard, iar în țară a studiat cu Oscar Han. Cei doi au avut o fiică, pe Henriette Cihoski-Veron și un fiu Alexandru Cihoski.
Familia Cihoski a locuit într-o casă situată pe Bulevardul Dacia din București, proiectata de arhitectul Alexandru Săvulescu și finalizată in 1934.
În noaptea de 5/6 mai 1950, Noaptea demnitarilor, la vârsta de 78 de ani a fost arestat în lotul foștilor demnitari, murind 11 zile mai târziu în închisoarea Sighet. Printre ultimele sale dorințe a fost ca trupul său să fie înmormânat la Mărășești.
„Sunt fericit că am trăit cele mai mărețe zile din istoria neamului, cu visul milenar înfăptuit. Privesc cu încredere viitorul țării și nu am altă dorință decât ca odihna mea de veci să fie la Mărășești, alături de bravii ostași care și-au jertfit viața pentru apărarea gliei strămoșești, pentru patria noastră, pentru care am sângerat și eu și căreia i-am închinat tot ce am avut mai bun în sufletul meu”—
.

## Cariera militară
După absolvirea școlii militare de ofițeri cu gradul de sublocotenent, Henri Cihoski a ocupat diferite poziții în cadrul unităților de geniu și infanterie sau în eșaloanele superioare ale armatei, cele mai importante fiind cele de comandant al Batalionului 4 Pionieri, șef al Serviciului geniului al Cetății București și comandant al Regimentului 5 Infanterie.
Grade: sublocotenent - 08.07.1894, locotenent - 01.01.1891, căpitan - 10.05.1893, maior - 10.05.1903, locotenent-colonel - 01.04.1912, colonel - 01.10.1914.
În perioada Primului Război Mondial, a îndeplinit funcțiile de: șef de stat major al Corpului VI Armată - în perioada 14/27 august-16/29 octombrie 1916, comandant al Diviziei 13 Infanterie - în perioada 16/29 octombrie-19 noiembrie/2 decembrie 1916, comandant al Diviziei 10 Infanterie - în perioada 1/13 ianuarie 1917-28 octombrie/11 noiembrie 1918 și sub-șef al Marelui Cartier General - în perioada 28 octombrie/11 noiembrie 1918-1 februarie 1920.
După război a îndeplinit funcții în eșaloanele superioare ale armatei, cea mai importantă fiind cea de Inspector General al Armatei. A ocupat funcția de ministru al apărării naționale în guvernul condus de Iuliu Maniu - (10 noiembrie 1928 - 4 aprilie 1930), din care a demisionat în urma presupusei sale implicări în Afacerea Škoda. A fost senator de drept în Parlamentul României.

## Decorații
- Ordinul „Steaua României”, în grad de ofițer (1914)
- Ordinul „Coroana României”, în grad de comandor (1911)
- Crucea „Meritul Sanitar” (1911)[2]:p. 436
- Ordinul „Mihai Viteazul”, clasa III, 3 octombrie 1917[4]:p. 100

## Note

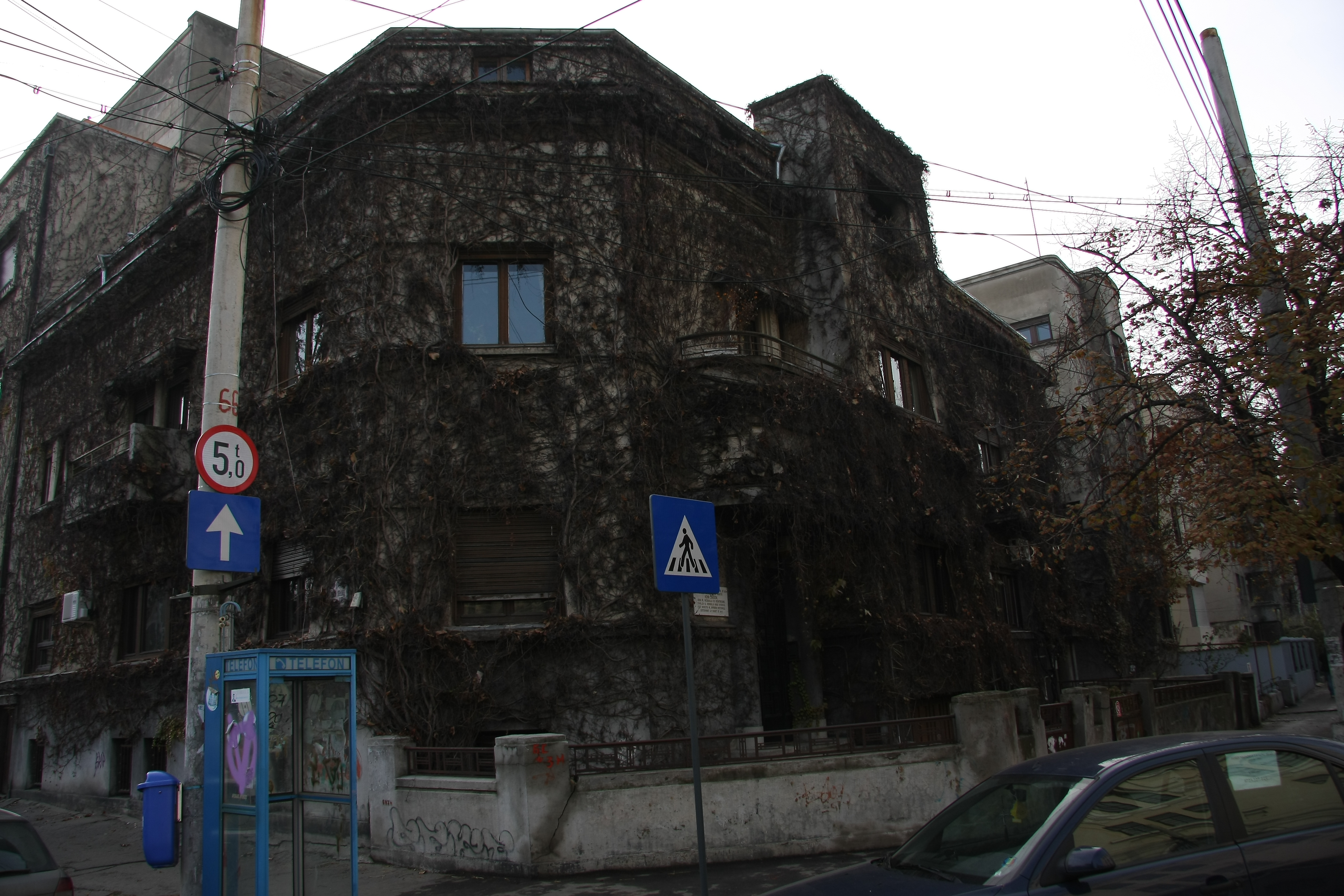
Locuința familiei Henri Cihoski